# Wereldkampioenschap waterski racing 1999
Het wereldkampioenschap waterski racing 1999 was een door de International Water Ski Federation (IWSF) georganiseerd kampioenschap voor waterskiërs. De 11e editie van het wereldkampioenschap vond plaats in het Spaanse Oropesa del Mar van 8 tot 18 september 1999.

## Uitslagen
| Goud   | Stephen Robertson |
| Zilver | Darren Kirkland   |
| Brons  | Micha Robijn      |

| Goud   | Joanne Hamilton |
| Zilver | Tracey Graziano |
| Brons  | Cherie Williams |

1979 ·
1981 ·
1983 ·
1985 ·
1987 ·
1989 ·
1991 ·
1993 ·
1995 ·
1997 ·
1999 ·
2001 ·
2003 ·
2005 ·
2007 ·
2009 ·
2011 ·
2013 ·
2015 ·
2017 ·
2019